# Bruno Weschke
Bruno Weschke (* 18. Mai 1904; † September 1966) war ein deutscher Architekt.
Weschke war Mitglied im Bund deutscher Architekten in der DDR.

## Bauten

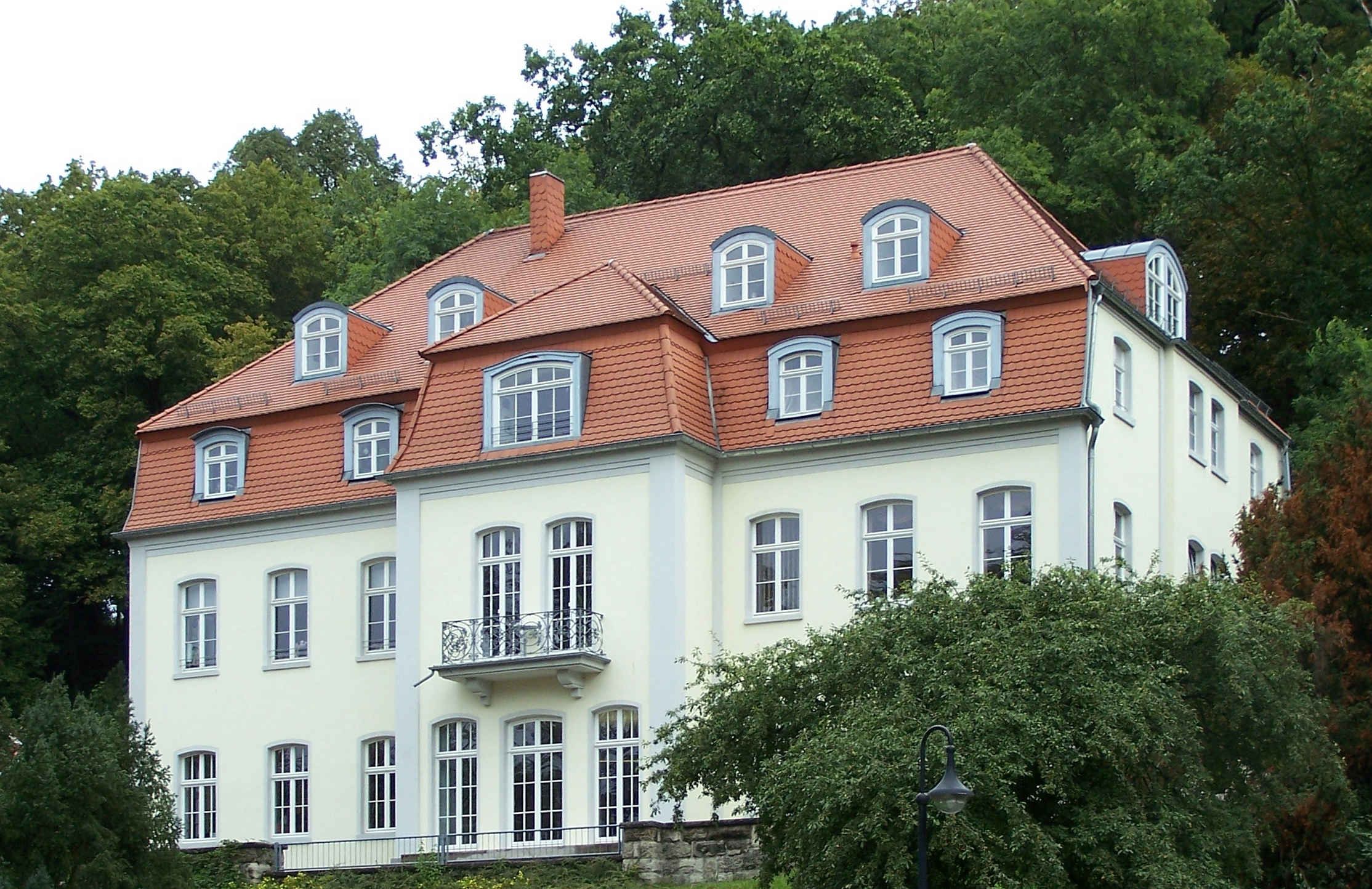
Haus Johann-Sebastian-Bach-Straße 9 in Eisenach

- Das Haus Johann-Sebastian-Bach-Straße 9 in Eisenach wurde 1873 für einen vermögenden Rentner als Alterswohnsitz errichtet. Nach dem Zweiten Weltkrieg war es eines der ersten neu eingerichteten Kulturhäuser in Thüringen. Das 1952 bis 1953 von den Architekten Curt Mergenbaum und Bruno Weschke umgebaute Gebäude war bis zur Wende als Friedrich-Wolf-Clubhaus das Domizil des Eisenacher Kulturbunds. Im Inneren befand sich auch eine kleine Gaststätte.[3]
- In Weimar errichtete Weschke von 1956 bis 1959 die Grundschule „Louis Fürnberg“ auf Grundlage einer Planungsstudie von Walter Nitsch.[4]
- Weschke plante in Mühlhausen ein Sozialgebäude für den VEB Röhrenwerk an der Ecke Leninstraße / Eisenacher Straße. Zu dieser Zeit war Weschke offenbar in Naumburg (Saale) ansässig.[5]